# Hermann Kummler
Hermann Kummler (* 27. Juni 1863 in Aarau; † 5. Februar 1949 ebenda) war ein Schweizer Kaufmann, Industrieller, Erfinder und Wegbereiter im Leitungsbau während der Elektrifizierung der Schweiz.

## Leben
Hermann Kummlers Vater war Paul Casimir Emil Kummler aus Münchenstein, Kanton Basel-Landschaft, der ein Handelsgeschäft besass. Seine Mutter war Auguste Frey aus Aarau, die Nichte des Schweizer Bundesrates Friedrich Frey-Herosé. Als sein Vater 1866 im brasilianischen Muritiba starb, wurde das Geschäft von Hermann Kummlers Onkel und Vormund Conrad Cramer-Frey, einem Schweizer Nationalrat, übernommen.
Hermann Kummler verbrachte seine Schulzeit in Aarau und absolvierte ab 1881 eine Banklehre bei der Aargauischen Creditanstalt. 1884 siedelte er nach Marseille über, wo er im Importgeschäft mit französischen Kolonien tätig war. Dabei verbesserte er seine Französischkenntnisse und lernte Arabisch. Weil sein Vorgesetzter im Sommer wegen der damals herrschenden Cholera-Epidemie die Stadt verliess, stieg Kummler zum Prokuristen auf, wobei er sehr erfolgreich war und Umsatz und Gewinn erhöhte.
1885 kehrte er in die Schweiz zurück und verbrachte anschliessend einen Aufenthalt in London, um sein Englisch zu verbessern. Mitte 1886 bis 1887 arbeitete er in der Buchhaltung der Schweizerischen Lagerhäuser.

### Kaufmann in Brasilien
1887 entschied sich Kummler dann für die Reise nach Brasilien und den Einstieg in das Geschäft seines ehemaligen Vormundes und somit gegen eine Stellung bei der Aargauischen Bank sowie gegen einen Zusammenarbeitsvertrag mit seinem Vetter Robert Frey, dem Chocolatier. Er reiste 1888 von Bordeaux nach Recife, wo er sich laut eigenen Angaben schnell begeistert zeigte über die reichhaltigen Geschäftsaktivitäten, Rohstoffe sowie Fauna und Flora der Gegend. In diesem Jahr erlebte Kummler die Aufhebung der Sklaverei, 1889 die Revolution und Abdankung des Kaisers Dom Pedro II. Die Folge waren Stabilitätsverlust, Inflation und hohe Steuerlasten.

### Schweiz
Als er 1891 zur Erholung nach einer schweren Krankheit auf einer Ferienreise in die Schweiz fuhr, wurde ihm in Aarau eine Partnerschaft im Brasiliengeschäft angeboten. Kummler hielt eine grundlegende Reorganisation für notwendig, von der ausgerechnet die jüngeren Partner nichts wissen wollten. Kummler sollte in der Folge recht behalten. Schliesslich riet sein Arzt dringend von einer Rückkehr in die Tropen ab, worauf er in Aarau verblieb.
Hermann Kummler starb am 5. Februar 1949 in Aarau.

## Elektrizitätswirtschaft
1892 trat Hermann Kummler als Teilhaber in Hermann Bäurlins Elektrofirma in Aarau ein, die sich fortan Elektricitätswerk Aarau Bäurlin & Kummler nannte. Die damalige Bilanz belief sich auf 39'000 Franken. Am 28. April 1892 bekamen sie von der Stadt Aarau eine Konzession für einen Versuchsbetrieb, der die durch eigene Krafterzeugung vorhandene Elektrizität von 12 PS in Form von elektrischem Licht an Private abgeben und zu diesem Zweck elektrische Leitungen über öffentliches Eigentum führen wollte. Am 5. August 1882 wurde ihnen auch in Brugg eine Konzession erteilt.
1894 trennte sich Kummler von Hermann Bäurlin. Bäurlin führte seine alten Betriebsteile allein weiter, die neuentwickelten Teile führte Kummler unter dem Namen H. Kummler & Co. weiter. Das Unternehmen Bäurlins fristete in der Folge einige Jahre ein wechselhaftes Dasein und ging schliesslich in der Firma Sprecher & Schuh auf.
Kummlers Firma hatte inzwischen durch Akquisitionen auch in der Hotelbranche Fuss gefasst, produzierte und installierte erfolgreich Klingelanlagen und Telefonanlagen. Linienwahl- und Kontrollanlagen waren Kummlers Spezialität, daneben wurden Heiz- und Kochanlagen ausprobiert. Im Jahre 1896 vergrösserte er seinen Betrieb infolge des florierenden Leitungs- und Apparatebaus und zog an die Bleichmatt in Aarau, wo ein grosses Areal zu 20 Rappen je Quadratmeter gekauft werden konnte. Dort konnten neben der Produktion eigene Stallungen und ein Fuhrbetrieb eingerichtet werden. Die alte Werkstatt am Färbergässchen wurde veräussert.
Im selben Jahr machte Hermann Kummler Bekanntschaft mit den AEG-Inhabern Emil Rathenau und Dr. Walther Rathenau.

### Elektrifikation und Expandierung
Kummlers Unternehmen hatte die erste Hochspannungs-Verteilanlage von Ruppoldingen aus nach Olten, Schönenwerd und Gösgen, nach Erlinsbach, Zofingen, Kölliken, Uerkheim über Safenwil und nach Rothrist eingerichtet. Das Hauptnetz hatte eine Streckenlänge von 65 Kilometern mit 335 Kilometern Kupferdraht, die 85 Tonnen wogen. Am 15. November 1896 floss der erste Strom nach Olten.
Im Jahr 1897 heiratete er Elsa Sauerländer, zwei Jahre danach expandierte er in die Zentralschweiz, 1901 nach Zürich. 1899 war er Teilnehmer von Normierungsverhandlungen in Berlin, speziell für Sicherungen, wo er auch Carl Friedrich Benz kennenlernte. Er baute dann Leitungen, unter anderem für Siemens & Halske im Hochspannungs- und Sekundärbereich. Bereits um 1900 floss Strom aus verschiedenen Werken am Rhein in Kummlers Elektrizitätsnetze.
Als Gründungsteilhaber der Schweizerischen Automobilgesellschaft Aarau investierte Hermann Kummler ab 1900 in Versuche mit elektrischen Autobussen. Er stieg mit einem Kapital von 100 000 Franken ein, musste das Projekt aber 1906 aufgeben und liquidieren.
1906 wurde Kummler erster staatlicher Oberexperte „für die Prüfung von Automobilen und Motorvelos und deren Führens.“ In dieser Funktion leitete er Ausbildungskurse für die Polizei zur Geschwindigkeitskontrolle, die wegen „zunehmender Raserei“ notwendig geworden sei. 1920 gab Kummler diese Expertenfunktion wegen Arbeitsüberlastung auf.

### Kummler & Matter
1903 schied Kommanditär Emil Wassmer, Kummlers Schwager, aus der Firma aus. Gleichzeitig stieg Edwin Matter aus Kölliken als voller Partner in das Geschäft ein und übernahm die kaufmännische Leitung, so dass sich Kummler auf das Technische konzentrieren konnte. Die Firma hiess fortan Kummler & Matter. Im Jahr 1906 bekam die Firma einen Auftrag für eine Hochspannungsleitung von Borgomanero nach Novara in Italien, ausserdem grössere Leitungsbauprojekte in Madulain und Wohlen. Im selben Jahr gründete er die Elektra Domleschg für den Bau des Kraftwerks in Trin, Graubünden. Seine Firma baute das Netz bis Fläsch.
Neben mehreren Unternehmungen wie Elcalor für Elektro-Küchengeräte, konzentrierte sich Hermann Kummler mit Kummler & Matter in der Folge auf den Leitungsbau als wesentlichen Geschäftsbereich. Er meldete zahlreiche Patente an, vor allem im Bereich der Elektrotechnik. 
Kummler & Matter wurden zum Vorreiter der Elektrifizierung von Eisenbahnlinien, die erste Strecke wurde 1905 mit der Langenthal-Jura-Bahn ausgerüstet. Das Unternehmen elektrifizierte unter anderem die Simplonlinie, einen Grossteil der Rhätischen Bahn, sowie zahlreiche weitere Bahnstrecken weltweit. Zwischen 1909 und 1910 stieg Kummler & Matter mit der Gründung einer Filiale in Stuttgart in den deutschen Leitungsbau ein. Unter anderem wurde die Insel Rügen durch seine Firma elektrifiziert.

#### Rhätische Bahn (RhB)
1910 hatte der Verwaltungsrat der Rhätischen Bahn beschlossen, die neu gebaute Linie von Bever nach Scuol als Versuchsbetrieb zu elektrifizieren, gleichzeitig mit den bestehenden Strecken nach Samedan/St. Moritz und Pontresina. 1918/19 folgten die Strecken Bever – Filisur – Thusis, 1920/21 Thusis – Chur – Landquart und 1921/22 Reichenau – Disentis.
Auf der Strecke Thusis – Bever waren 16 km Tunnelstrecken mit Fahrdraht zu versehen, der Albulatunnel mit 5865 m Länge eingeschlossen.
Die Nachspannung der Fahrdrähte erfolgte nach RhB-Patent durch frei hängende Gewichte im Abstand von 750 m.
Temperaturschwankungen und dadurch bedingte Veränderungen der Fahrdrähte konnten so selbstregulierend ausgeglichen werden.
Die Speiseleitungen wurden so in die Fahrleitung eingeführt, dass jeder Abschnitt der Strecke zwischen den Stationen als Block ein- oder ausgeschaltet werden konnte, was sich im Fall umgestürzter Bäume oder sonstiger Reparaturarbeiten flexibel handhaben liess.
Kummler benützte zur Inspektion der Arbeiten talwärts fahrend eine Handdraisine.
Von ca. 19 Mio. Franken Gesamtkosten der Elektrifikation entfielen ca. 12 Mio. auf den Leitungsbau, dazu 5,3 Mio. für die Anschaffung von elf Elektroloks, geliefert von Brown, Boveri & Cie. BBC, Baden und Schweizerische Lokomotiv- und Maschinenfabrik SLM, Winterthur.

#### Schweizerische Bundesbahnen (SBB)
Nach grossem Zögern kamen die Elektrifikationsbestrebungen der SBB 1922 mit dem Eintritt von Kreisdirektor Schrafl in eine dynamische Beschleunigung, u. a. wurde 1923 ein Beschleunigungskredit von 60 Mio. Franken durch das Parlament bewilligt, der die Fertigstellung des Netzes bis 1928 statt erst 1933 ermöglichte.
Kummler & Matter baute die Fahrleitungen Arth-Goldau-Zug, Lausanne-Sion, Bahnhof Thun, Aarau-Brugg, Bahnhof Olten, Olten-Aarburg, Bahnhof Bern, Daillens-Yverdon, Langenthal-Burgdorf, La Conversion-Grandvaux, Solothurn-Grenchen, Bahnhof Chur und Teile der Strecke Zürich-Luzern. Dazu kamen verschiedene Kraftübertragungsleitungen.
Bis ins Jahr 1926 hatte Kummler & Matter 445 Kilometer Fahrleitung für die SBB gezogen von insgesamt 900 Kilometern Fahrleitung in der gesamten Schweiz, dazu 5'500 Kilometer Hochspannungsleitungen in der Schweiz und 11'800 Kilometer im Ausland. Hinzu kamen zahlreiche Schwachstrom- und Niederspannungs-Verteilnetze mit 30'000 Masten, 800 Tonnen Kupferdraht, sowie zirka 6'000 Kilometer weitere erdverlegte Kabelstränge.

## Werke
- Als Kaufmann in Pernambuco 1888 - 1891: ein Reisebericht mit Bildern aus Brasilien. Zürich: Chronos 2001, ISBN 3-0340-0522-9